# Museu da Erva-Mate
O Museu da Erva-Mate é um museu localizado na cidade de Ponta Porã, no estado brasileiro do Mato Grosso do Sul.
Fundado em 1997 pelo industrial José Benites Cardenas, o seu acervo possui réplicas de instrumentos do início da industrialização da erva-mate, fotografias, vídeos, utensílios domésticos, material impresso, documentos, mobiliário, armas, máquinas, entre outros. Os visitantes, além de conhecer o acervo do museu, podem consultar uma biblioteca que possui mais de 800 livros e obras específicas sobre o assunto tema do museu.
A instituição já foi visitada por pessoas ilustres como o ex-ministro Paulo Bernardo, Wilson Barbosa Martins (governador de Mato Grosso do Sul, na época), Robert de Acevedo (governador de Amambai, na época) e o deputado federal Zeca do PT.

## História
José Benites Cardenas, conhecido como "Seu Toté Benites", possuía um vasto acervo com réplicas e objetos históricos que mostravam tanto a industrialização da erva-mate quanto a exploração da mesma. Por isso ele pediu que seu neto, Paulo Benites, guardasse todo o acervo em um depósito que pudessem doar se em algum momento fosse construído um museu na cidade, que até então não tinha qualquer instituição museológica. Mas Paulo acabou por incentivar o avô a construir um museu que ficasse de herança histórica para a região, assim "Seu Toté" além de ter sido o fundador da Erva-Mate Santo Antônio, também construiu o Museu da Erva-Mate na cidade de Ponta Porã. Após o falecimento de José, Paulo Benites se tornou o administrador do museu.
Apesar de ter como tema a evolução da erva-mate na região fronteiriça, o museu não aborda apenas isso, ele também apresenta um acervo com registros históricos importantes, como a visita de Getúlio Vargas à Ponta Porã na década de 1940. A instituição espelha e retrata a cultura Ponta Porã como o maior abrigo da saga da erva-mate na região de fronteira.